# Bror van der Zijde
Bror van der Zijde (Gouda, 13 febbraio 1989) è un bobbista olandese naturalizzato svizzero.
Ha assunto la cittadinanza elvetica poco prima dell'avvio della stagione 2014/15.

## Biografia
Gareggia dal 2010 come frenatore per la squadra nazionale olandese. Debuttò in Coppa Nordamericana a novembre del 2010 e in Coppa Europa esattamente un anno dopo. Si distinse nelle categorie giovanili partecipando a due edizioni dei campionati mondiali juniores e vincendo la medaglia di bronzo nel bob a due a Igls 2012 con Ivo de Bruin e classificandosi undicesimo a quattro. 
Esordì in Coppa del Mondo all'avvio della stagione 2012/13, il 9 novembre 2012 a Lake Placid, dove fu undicesimo nel bob a due. Poco più di un anno dopo il passaggio alla nazionale elvetica, avvenuto nell'inverno del 2014, van der Zijde conquistò il suo primo podio l'11 gennaio 2015 ad Altenberg (3º nel bob a quattro) e vinse la sua prima gara il 17 dicembre 2016 a Lake Placid nel bob a quattro con Rico Peter alla guida.
Partecipò alle olimpiadi di Soči 2014 ancora per la nazionale olandese classificandosi al nono posto nel bob a quattro e al diciassettesimo nel bob a due, entrambe le slitte furono pilotate da Edwin van Calker.
Ha preso inoltre parte a quattro edizioni dei campionati mondiali vincendo la medaglia di bronzo nel bob a quattro a Igls 2016 con Rico Peter, Thomas Amrhein e Simon Friedli e giungendo settimo nella specialità a due a Winterberg	2015 sempre con Peter. Conta inoltre quattro partecipazioni ai campionati europei con una medaglia di bronzo conquistata a La Plagne 2015 nella specialità a due.

## Palmarès

### Mondiali
- 1 medaglia:
  - 1 bronzo (bob a quattro a Igls 2016).

### Europei
- 1 medaglia:
  - 1 bronzo (bob a due a La Plagne 2015).

### Mondiali juniores
- 1 medaglia:
  - 1 bronzo (bob a due a Igls 2012).

### Coppa del Mondo
- 7 podi (1 nel bob a due e 6 nel bob a quattro):
  - 1 vittoria (nel bob a quattro);
  - 2 secondi posti (nel bob a quattro);
  - 4 terzi posti (1 nel bob a due e 3 nel bob a quattro).

#### Coppa del Mondo - vittorie
| Data             | Luogo       | Paese       | Disciplina                                                        |
| ---------------- | ----------- | ----------- | ----------------------------------------------------------------- |
| 17 dicembre 2016 | Lake Placid | Stati Uniti | a quattro con Rico Peter (pilota), Simon Friedli e Thomas Amrhein |

### Circuiti minori

#### Coppa Europa
- 3 podi (tutti nel bob a due):
  - 2 vittorie (1 nel bob a due e 1 nel bob a quattro);
  - 1 secondo posto;
  - 2 terzi posti.

#### Coppa Nordamericana
- 5 podi (4 nel bob a due e 1 nel bob a quattro):
  - 1 secondo posto (nel bob a due);
  - 4 terzi posti (3 nel bob a due e 1 nel bob a quattro).